# Трис Елиес
Трис Елиѐс (на гръцки: Τρεις Ελιές) е село в Кипър, окръг Лимасол. Според статистическата служба на Република Кипър през 2001 г. селото има 63 жители.
Намира се на север от Лемиту.